# Wasserburg Sauggart
Die Wasserburg Sauggart ist eine abgegangene Wasserburg am Südrand des Ortes Sauggart, drei Kilometer nördlich von Uttenweiler, im baden-württembergischen Landkreis Biberach.
Die von den Herren von Sauggart im 12. Jahrhundert erbaute Burg wurde 1200 erstmals erwähnt und war später im Besitz der Herren von Stadion und der Herren von Emerkingen. 
Von der nicht mehr genau lokalisierbaren Burganlage ist nichts erhalten.